# Center Point (Alabama)
Center Point es una ciudad ubicada en el condado de Jefferson en el estado estadounidense de Alabama. En el año 2000 tenía una población de 22 784 habitantes y una densidad poblacional de 1.090,1 personas por km².

## Demografía
En el 2000 la renta per cápita promedia del hogar era de $40,929, y el ingreso promedio para una familia era de $46,427. El ingreso per cápita para la localidad era de $18,160. Los hombres tenían un ingreso per cápita de $35,500 contra $25,544 para las mujeres.

## Geografía
Center Point se encuentra ubicada en las coordenadas 33°38′21″N 86°40′49″O / 33.63917, -86.68028. Según la Oficina del Censo, la localidad tiene un área total de 20,9 km² (8,1 mi²), de la cual 20,8 km² (8 mi²) es tierra y 0,1 km² (0 mi²) (0.1%) es agua.